# ポン抜き囲碁
「ポン抜き囲碁」（ポンぬきいご）とは、囲碁のルールを学ぶ過程で用いられることが多いミニゲームであり、暫しポン抜き碁とも呼ばれる。碁盤と呼ばれる盤上にそれぞれが一色を持って二色の碁石（石）を置いていき、自分の石をうまく利用して相手の石を奪取するのが目的のゲームである。「ポン抜き囲碁」という名前の由来は不明であり、近年においてはポン抜き囲碁という名称自体あまり使われなくなった様で、囲碁の入門・初心者教室等では「石取りゲーム」という名称で呼ばれる事が多い。現在、日本棋院の物故棋士である故・安田泰敏が1994年頃に考案したとされる「ふれあい囲碁」は、イベント会場等で、このポン抜き碁を大人数の連碁形式で行うものである。

## ポン抜き囲碁の現状
囲碁は、ルールだけを見るとそれほど難しいものではない。しかし、実際に対局するとなると、そのルールを「どう運用して着手すれば良いのか」「勝敗はどのようにつければよいのか」など、難しい点も少なくないが、その一方で、ポン抜き囲碁は石の取り方さえ分かればすぐに始められ、また盤が小さければ小さい程、取れる石も相対的に少なくなるので、両手で数えられる範囲内の数字が分かれば、対局の最後に取った石の数を数えられるので、ほぼトラブルなく終われる。その為、近年において囲碁入門教室や子供教室等では初心者に対して導入しているところも少なからずある。囲碁の根幹を成す「石の生き死に」のルールを勉強する段階で用いられることが多い。

## ルール
ポン抜き囲碁は、囲碁本来の目的である「地の獲得」に関する部分はいったん無視して、「囲碁のルールにのっとり、相手の石をうまく取る」ことを勝利の条件とする。

### 用いられる用具
用いられる物は、通常の囲碁の対局で用いられるもの（囲碁#用具・囲碁用語参照）と、大差はない。「碁盤」と「碁石」があれば十分である。ただ、碁盤と碁石は、特別に値段が高い物を用意する必要はない。「白紙の上に線をひいたものの上に、オセロのコマを置いていく」といった、手軽なもので代用することもできる。

### 着手・勝敗のルール
- 対局者が、交互に自分の石を盤上に打つ。
- 一度置かれた石を動かしてはならない。
- 自分の石で、相手の石を、「縦と横で隙間なく囲む」ことに成功すると、取り囲んだ相手の石を「自分の得点」として獲得することができる。
- 「何個の石を取れれば勝ちにするか」については対局者同士、あるいは囲碁教室の先生などが決める。

## 囲碁への移行
ポン抜き囲碁は、あくまでも「囲碁のルールの一部」しか用いていないミニゲームである。そのため、飲み込みが早い方であれば、数時間で要領を把握することも可能である。このゲームを他人の力を借りずに開始・終了できるようになったら、その時点でポン抜き囲碁を卒業させ、「囲碁の本来の目的」を理解するための次の段階に進ませることが多い（各種囲碁教室ごとに対応は異なる）。なお、このゲームそのものの強さは、囲碁の本来の目的から言えば、あまり深く考える必要はない。ポン抜き囲碁の目的は、あくまで「石を取る方法」「取られない方法」の基礎を身につけることにあり、その勝敗にはあまり意味がないからである。

## 囲碁普及への利点と課題
ポン抜き囲碁は石の取り方さえ分かれば誰でも簡単に始めることが出来、数を間違えずに数えられさえすれば子供でもほぼトラブルなく終わる事が出来る上、本来の囲碁を打つ際に多く用いられる19路盤や13路盤を使わなくともよい。9路盤どころか、7路盤、6路盤或いは5路盤といったような小さな盤でも十分楽しめ、盤が小さければ大きな数迄数えられなくとも問題ない点は大きな特徴である。とりわけ初心者同士の対局では9路盤であっても終局の際のトラブルが多いと言われる中、ポン抜き囲碁はそれが起こり難い。そして囲碁は主に地の目数で勝敗を決する為、「只管に地を囲う」という地道な作業を延々と繰り返す事になるが、ポン抜き囲碁は石を取る度に一喜一憂出来るという利点がある。他方で、ポン抜き囲碁はその名前とは裏腹に本来の囲碁とは違うものであり、囲碁に於いては余程の事がない限り、勝敗を左右する程、多くの石を取れるケースはほぼなく、ポン抜き囲碁において主目的となる「石を取る」という事自体が、囲碁の勝敗に及ぼす影響は微々たる物である。なのでポン抜き囲碁で幾ら石を取れる様になろうと、それだけで囲碁を打てるようにはならず、どのような形でポン抜き碁から囲碁へとスムーズに移行するのかが、囲碁普及の観点から大きな課題となっている。また一部の囲碁指導者の中には、ポン抜き碁の利点をよく理解しないまま、入門指導でポン抜き囲碁をやらずにいきなり囲碁から入るというケースも見られるが、それで入門指導の際に大きな不都合がある訳でもなく、「囲碁の入門指導においてポン抜き囲碁を導入する」という事自体が、囲碁普及に於いて、それを導入しなかった場合と比較してどれ程の効果があるのか不明である。

## ふれあい囲碁
日本棋院の棋士であった故・安田泰敏(1964‐2018)が1994年頃に考案したとされ、チームを組み、連碁形式でポン抜き囲碁を打つというものだが、最近は1対1の個人戦もやっている模様。競技(ゲーム)としての囲碁ではなく、「囲碁を用いたコミュニケーションツール」としている。
現在は統括団体として「ふれあい囲碁ネットワーク」が設立され、近年、地域の新聞にも取り上げられるなどしてにわかに注目を集め始め、少しずつとはいえ活動の輪を広げている。対局というよりは囲碁を用いたコミュニケーションツールとしての側面を持ち、「誰ひとり排除しないコミュニケーションツール」を掲げている。ふれあい囲碁ネットワーク公式HPでは、ふれあい囲碁の目的を「あらゆる人を対象にコミュニケーションを促進し、良好な人間関係を構築することにあります」としている。大会などはなく、主に学校や地域のイベントとして行われる事が多い。囲碁に用いる、通常サイズの碁盤と碁石を用いる事も多いが、ふれあい囲碁ネットワークは専用の囲碁セットを販売している。また日本棋院が定める囲碁普及指導員とは違う「ふれあい囲碁指導員」という独自の資格が、2006年よりふれあい囲碁ネットワークにより定められている。ふれあい囲碁は福岡県出身の安田が或る日、地元(福岡)で中学1年生の男子生徒(当時)が自殺したという新聞記事を見て、「この様な居場所のない子供たちの為に囲碁を使って何か出来ないか」と考え思い付いたという経緯から、安田亡き後もその想いを大切に継承している。
事務局は主に5名の世話人で運営されており、主に九州に於いて積極的な活動を行っている。指導員資格取得者も九州地方在住者が多い。
ふれあい囲碁ネットワークHPによると「ふれあい囲碁」は商標登録されており、これは、一般に広く知られる(ゲームとしての)囲碁と区別する為、としている。